# Virudhunagar
Virudhunagar är en stad i den indiska delstaten Tamil Nadu, och är huvudort för ett distrikt med samma namn. Folkmängden uppgick till 72 296 invånare vid folkräkningen 2011.